# Cantó de Le Pellerin
El cantó de Le Pellerin (bretó Kanton Pentelloù) és una divisió administrativa francesa situat al departament de Loira Atlàntic a la regió de Loira Atlàntic, però que històricament ha format part de Bretanya.

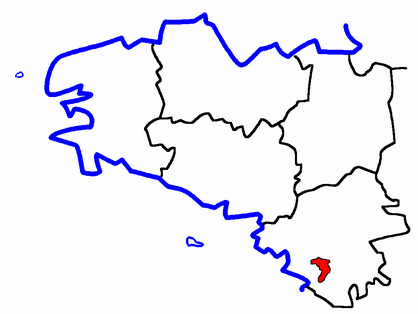
Situació del cantó

## Composició
El cantó aplega 8 comunes: 
| Nom francès           | Nom bretó            | Població | km²    | Codi Postal | Codi INSEE |
| Cheix-en-Retz         | Keiz-Raez            | 529      | 8,34   | 44640       | 44039      |
| La Montagne           | Ar Menez             | 5.841    | 3,64   | 44620       | 44101      |
| Le Pellerin           | Pentelloù            | 3.774    | 30,65  | 44640       | 44120      |
| Port-Saint-Père       | Porz-Pêr             | 2.143    | 32,57  | 44710       | 44133      |
| Rouans                | Rodent               | 2.131    | 37,73  | 44640       | 44145      |
| Sainte-Pazanne        | Santez-Pezhenn       | 3.448    | 41,56  | 44680       | 44186      |
| Saint-Jean-de-Boiseau | Sant-Yann-ar-Granneg | 4.562    | 11,40  | 44640       | 44166      |
| Vue                   | Gwagenez             | 995      | 19,51  | 44640       | 44220      |
| Cantó                 | Pentelloù            | 23.423   | 185,40 | -           | 4430       |

## Història
| Data d'elecció                           | Identitat       | Partit | Qualitat |
| ---------------------------------------- | --------------- | ------ | -------- |
| 2001-                                    | Daniel Morisson | PS     |          |
| les dades anteriors no són pas conegudes |                 |        |          |
|                                          |                 |        |          |